# Austrolimnophila recessiva
Austrolimnophila recessiva är en tvåvingeart som beskrevs av Alexander 1956. Austrolimnophila recessiva ingår i släktet Austrolimnophila och familjen småharkrankar.
Artens utbredningsområde är Uganda. Inga underarter finns listade i Catalogue of Life.